# Домнешти-Сат (Вранча)
Домнешти-Сат (рум. Domnești-Sat) насеље је у Румунији у округу Вранча у општини Пуфешти. Oпштина се налази на надморској висини од 78 m.

## Становништво
Према подацима из 2002. године у насељу је живело 187 становника.

### Попис2002.
| Расподела становништва по националности 2002.‍ | Расподела становништва по националности 2002.‍ | Расподела становништва по националности 2002.‍ | Расподела становништва по националности 2002.‍ | Расподела становништва по националности 2002.‍ |
| --------------------------------------------- | --------------------------------------------- | --------------------------------------------- | --------------------------------------------- | --------------------------------------------- |
|                                               |                                               |                                               |                                               |                                               |
| Румуни                                        | Румуни                                        |                                               | 142                                           | 75,9%                                         |
| Роми                                          | Роми                                          |                                               | 45                                            | 24,1%                                         |